# Parres
Parres is een gemeente in de Spaanse provincie en regio Asturië met een oppervlakte van 126,08 km². Parres telt 5.479 inwoners (1 januari 2016).

## Demografische ontwikkeling
Bron: INE, 1857-2011: volkstellingen